# Кронат
Кронат (фр. Cronut, от круассан — донат) — выпечка, похожая на пончик, сделанная из теста для круассана, наполненная ароматным кремом и обжаренная в масле из виноградных косточек. Кронат был изобретен в 2013 году французско-американским кондитером Домиником Анселем.

## Происхождение
В 2013 году владелец пекарни Доминик Ансель создал пончик (донат) похожий на круассан (выпечка, с которой он был хорошо знаком), с ароматным кремом внутри.
Кронат был представлен 10 мая 2013 года в пекарне Dominique Ansel Bakery, в районе Сохо в Нью-Йорке. Той же ночью блогер из Grub Street, онлайн-блога о ресторанах из журнала New York Magazine, сообщил о новой выпечке. Сообщение вызвало большой интерес и репосты в Интернете, и на третий день у магазина выстроилась очередь из более 100 человек, желающих его купить.
В течение девяти дней после появления выпечки в меню пекарни, Ансель подал заявление на регистрацию товарного знака «Cronut» в Ведомство по патентам и товарным знакам США, и он был утвержден.

## Похожие продукты
После появления кронатов, аналогичные продукты появились во всем мире, в том числе некоторые с другими названиями, такие как Kelownut в Келоуне, Канада.
В 2015 году Доминик Ансель опубликовал в своей кулинарной книге «Доминик Ансель: секретные рецепты» домашний рецепт кроната, который можно попробовать приготовить у себя дома. Как и оригинальная выпечка в пекарнях Анселя, процесс также занимает три дня.

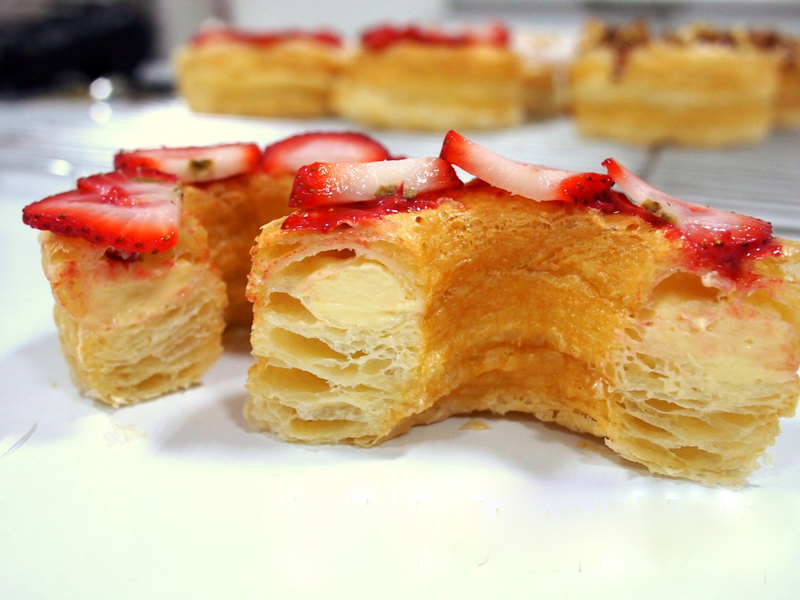
Клубничный кронат
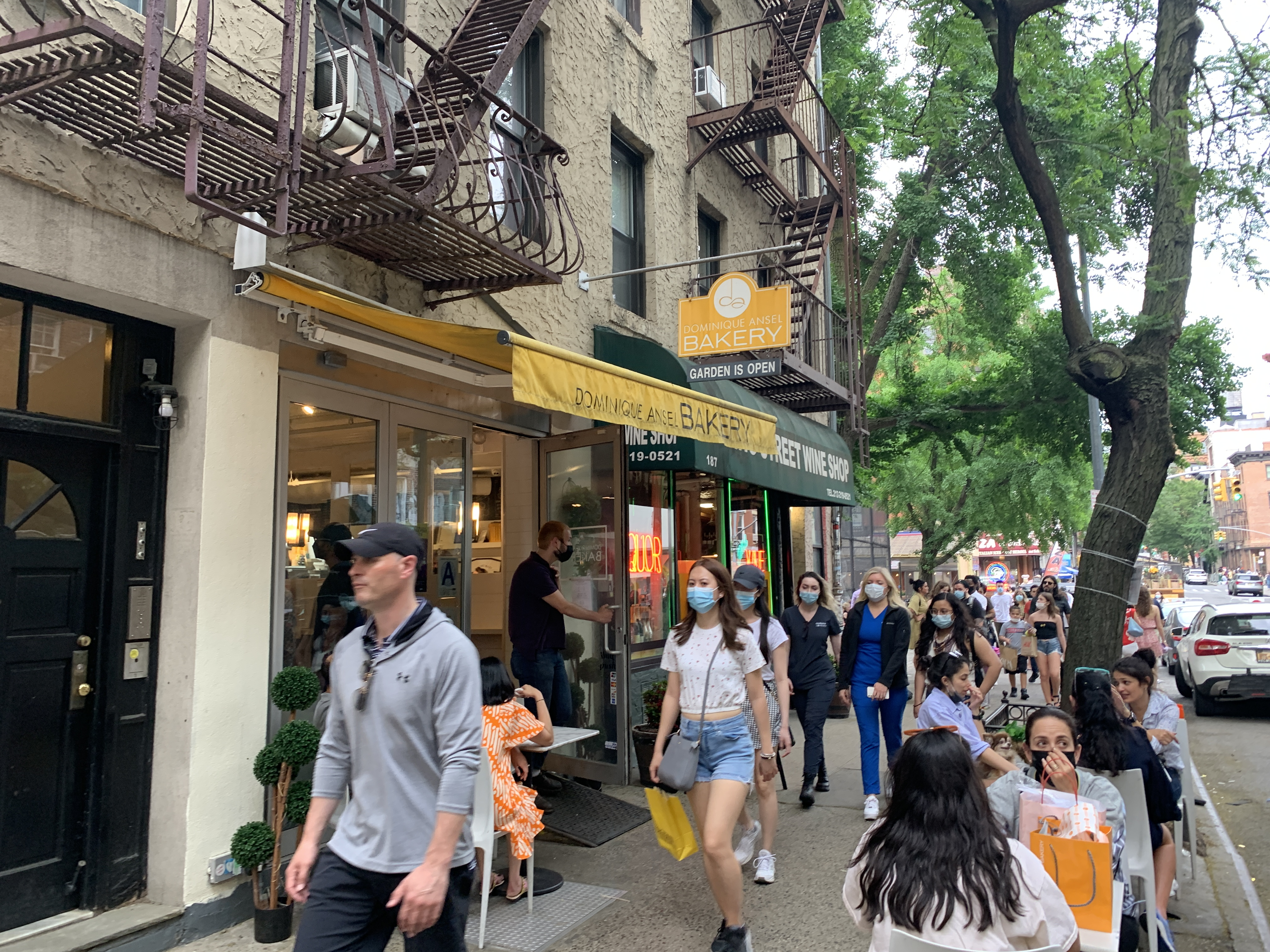
Пекарня Доминика Анселя